# Frgál
Frgál je druh sladkého pečiva tradičně vyráběný na Valašsku, v Čechách je známější pod označením koláč nebo pecák. Na rozdíl od koláčů frgál má obvykle průměr kolem 30 cm, je vyroben z kynutého těsta a je posypán sladkou drobenkou.
Náplně frgálů jsou takřka výhradně sladké, mezi nejpopulárnější patří makový, tvarohový, povidlový a hruškový frgál. Dalšími tradičními náplněmi jsou švestková, jablečná, borůvková, meruňková, ořechová, zelná, mrkvová a kedlubnová. Pro valašský frgál je typické, že na jeden koláč se používá jen jeden druh náplně – různé náplně se nikdy nekombinují.

## Historie
Označení „frgál“ se původně používalo pro zmetky, tedy nepovedené kusy koláčů. Dříve se pekly také slané druhy frgálů s náplní z kysaného zelí nebo řepy, ty už se v současnosti příliš nevyskytují.

## Tradice
Frgály se pekly pro slavnostní příležitosti, svatební hostiny a lidové slavnosti. Setkat se s nimi lze například při folklorních slavnostech ve Valašském muzeu v přírodě. První písemné zmínky o frgálech pocházejí z roku 1826 a jedná se o unikátní pekařský výrobek, který nemá v okolních zemích obdoby. V prosinci 2013 se stal Valašský frgál produktem s chráněným zeměpisným označením, které uděluje Evropská komise. Mezi tradiční perly Valašska patří slivovice a právě frgály. Další rozšířený omyl je ten, že se frgál zalévá lázněmi rumu. Jedná se o výmysl, který s původními frgály má pramálo společného.